# Left Behind Index
Der Left Behind Index (LBI) ist eine der Kennzahlen, um die Qualität der Serviceleistungen an einem Flughafen bzw. einem Knotenpunkt in einem Transportsystem zu erfassen.
Der LBI gehört zu den Leistungskennzahlen (Key Performance Indicator) des operativen Bereiches der Flughafenverwaltung. Dieser beschreibt, wie viel aufgegebenes Gepäck an einem Flughafen zurückgelassen werden bzw. nicht plangemäß an ihrem eigentlichen Ziel ankommen. Der sogenannte Dienst WorldTracer unterstützt die Nachverfolgung.
Die International Air Transport Association ermittelt diesen Index für alle wesentlichen Flugdrehkreuze. Für den Flughafen Frankfurt Main wurde beispielsweise 2010 ein Index von 1,3 ermittelt. Dies bedeutet, dass von 100 Gepäckstücken 1,3 fehlgeleitet oder verloren wurden. Ein weltweiter Lost Baggage Tracer (Indikator für verlorenes Gepäck) soll helfen, diese Rate gering zu halten.
Der LBI geht in die Bewertung für die von der IATA vergebenen „Best Airport Awards“ mit ein.